# Геодинаміка
Геодина́міка англ. (geodynamics, нім. Geodynamik f) — наука, розділ геотектоніки.

## Загальна характеристика
Геодинаміка вивчає динаміку геосфер і Землі в цілому, досліджує фізичні умови тектонічних рухів деформацій мас, гірських порід і земної поверхні, а також зовнішні сили, що діють на динаміку планети.
Геодинаміка тісно пов'язана з науками про Землю: геофізикою, геохімією, петрологією. При вивченні природи глибинних процесів вельми важливими є вихідні теоретичні концепції про утворення та еволюцію планет Сонячної системи.
Геодинаміка застосовує фізику, хімію та математику для розуміння того, як мантійна конвекція призводить до явища тектоніка плит та інших геологічних явищ, таких як розповсюдження морського дна, гороутворення, вулкани, землетруси, розломи. Він також намагається дослідити внутрішню активність, вимірюючи магнітне полеs, гравітацію та сейсмічні хвилі, а також мінералогію гірських порід та їх ізотопний склад. Методи геодинаміки застосовуються також для дослідження інших планет.

## Історія
Геодинаміка як окрема наука виокремилася в 1950-х роках.

## Об'єкт і предмет досліджень
За об'єктами досліджень виділяють такі види геодинаміки:
- загальну — про глибинні процеси у внутрішніх оболонках;
- часткову — про процеси у зовнішніх оболонках, тобто рухи літосферних плит, геодинамічної обстановки;
- регіональну — вивчає взаємодію літосферних плит і результати їх проявів у рамках конкретних територій земної поверхні;
- історичну (палеогеодинаміка) — відновлює геодинамічну обстановку геологічного минулого Землі, в першу чергу реконструкцією розташування і взаємодії літосферних плит.

Геодинаміка вивчає рухи та силову взаємодію структурних елементів земної кори як природної системи та взаємодію елементів, явищ і процесів при господарській діяльності як геотехнічної системи.

## Геодинамічне районування
Основні етапи геодинамічного районування:
1. Визначення блокової структури території.
2. Оцінка динамічної взаємодії блоків та виділення тектонічно напружених зон.
3. Оцінка напруженого стану.
4. Обґрунтування заходів щодо екологічної безпеки та ефективного природокористування.

Блокова структура визначається шляхом виділення розломів. На космічних знімках останні підкреслюються відповідними геоіндикаторами.